# Susan Hockfield

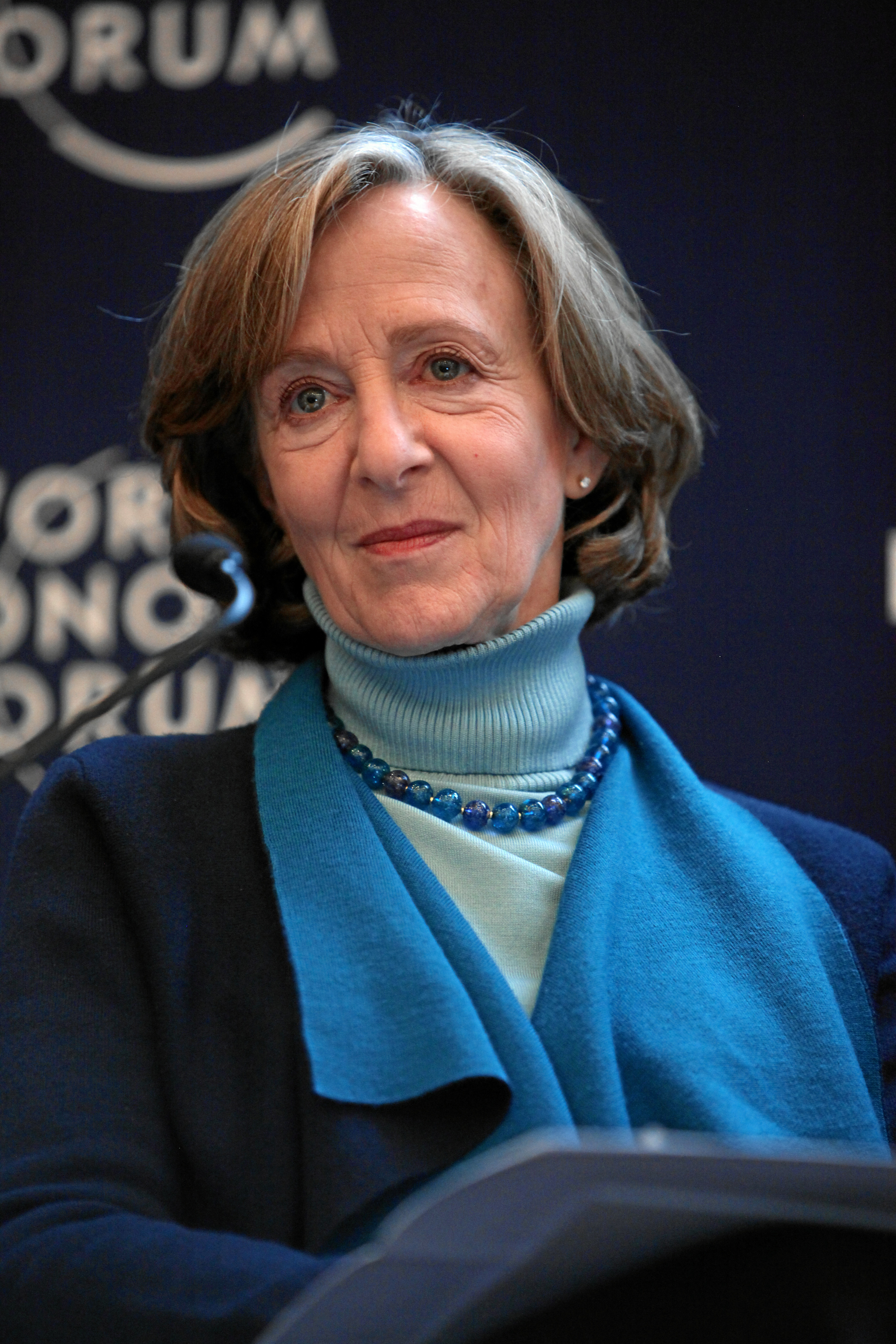
Susan Hockfield 2012

Susan Hockfield (* 24. März 1951 in Chicago, Illinois) ist eine US-amerikanische Neurowissenschaftlerin und Hochschullehrerin.

## Leben
Hockfield ist die Tochter eines Juristen und leitenden Angestellten bei General Electric. Die Familie zog mit ihm quer durch die USA und sie wuchs in Illinois, New York, Connecticut und Texas auf. Hockfield studierte Biologie an der University of Rochester mit dem Bachelor-Abschluss 1973. Sie befasste sich damals mit Zellbiologie und Elektronenmikroskopie und war Elektronenmikroskop-Technikerin in einem Labor der Georgetown University (School of Medicine), wo sie ein Graduierten-Programm in Anatomie verfolgte, speziell in Neurowissenschaften, wobei sie den Großteil der Arbeit für ihren Ph.D. an den National Institutes of Health bei Steven Gobel durchführte und 1979 promoviert wurde. Sie veröffentlichte über Mechanismen des Schmerzes und Gedächtnis für Sinnesempfindungen. Als Post-Doktorandin war sie an der University of California, San Francisco. Ab 1980 arbeitete sie als angestellte Forscherin am Cold Spring Harbor Laboratory, wohin sie James Watson geholt hatte. Sie behielt auch den Kontakt zum Cold Spring Harbor Labor, als sie 1985 an die Yale University wechselte, wo sie Direktor für Graduate Studies in Neurobiologie wurde, ehe sie überhaupt tenure (Festanstellung) erhielt. 1994 wurde sie dort full professor of neurobiology und 2001 wurde sie William T. Gilbert Professor für Neurobiologie. Sie befasste sich damals mit der Zellentwicklung im Gehirn und war eine Pionierin in der Verwendung von monoklonalen Antikörpern in der Erforschung des Gehirns. Sie entdeckte Proteine, die strukturelle Veränderungen in der frühkindlichen Hirnentwicklung verursachen.
Sie untersuchte auch das System der Glia-Zellen des Gehirns und entdeckte ein Gen und zugehöriges Protein, das für die Beweglichkeit von Krebszellen bei Gliomen verantwortlich war. Das eröffnete neue Ansatzpunkte für die Bekämpfung dieser Krebserkrankung.
1998 wurde sie Dekan der Graduate School of Art and Sciences in Yale und hatte die Aufsicht über 70 Graduierten-Programme. Anschließend wurde sie Provost von Yale, der zweithöchste Verwaltungsposten der Universität neben dem Präsidenten.
Von 2004 bis 2012 bekleidete sie hauptberuflich das Amt der Präsidentin am Massachusetts Institute of Technology. Sie sorgte für einen neuen Schwerpunkt am Schnittpunkt von Ingenieurwesen und Biologie, erneuerte das Undergraduate Curriculum und beaufsichtigte mehrere Erweiterungsprojekte des Campus. Sie initiierte die MIT Energy Initiative, ein massives 300 Millionen Dollar Forschungsprogramm insbesondere in erneuerbaren Energien. Außerdem war sie Professorin für Neurowissenschaften am MIT. Seit 2012 widmet Hockfield sich wieder ihrer wissenschaftlichen Karriere.
2004 wurde sie in die American Academy of Arts and Sciences gewählt. Sie ist Fellow der American Association for the Advancement of Science, ein Trustee des Woods Hole Oceanographic Institution, im Rat des Boston Symphony Orchestra und Direktor bei der General Electric Company, der alten Firma ihres Vaters. 2010 wurde sie zum Ehrenmitglied der Royal Irish Academy gewählt.
1991 heiratete sie den Arzt Thomas N. Byrne. Mit ihm hat sie eine Tochter.